# Ejecución de Mahmoud Asgari y Ayaz Marhoni
Mahmoud Asgari (en persa: محمود عسگری) y Ayaz Marhoni (en persa: عیاض مرهونی) fueron dos adolescentes iraníes de la provincia de Juzestán, ahorcados públicamente por las autoridades iraníes en Mashhad, al sureste del país, el día 19 de julio de 2005, tras ser condenados por abusar de un menor de 14 años.

## Controversia

### Edad de los sentenciados y sexualidad
El caso atrajo la atención de los medios de comunicación internacionales debido a las impactantes fotografías de los dos adolescentes al momento de ser ahorcados. Se cree que los dos eran menores de edad al momento del crimen y uno de ellos era menor en el momento de su ejecución. Distintas organizaciones de derechos humanos iraníes e internacionales pusieron en entredicho la veracidad de los cargos imputados, el cumplimiento de las garantías procesales y la ejecución de personas que, aun de haber cometido un crimen, habrían sido en el momento de los hechos menores de edad, vinculando además la protesta por la pena capital a la situación de represión de la homosexualidad en Irán.
La ley iraní permite la pena de muerte por crímenes de violación y, según algunas interpretaciones, la Sharia (ley musulmana) permite dicha pena también por relaciones homosexuales, pero la Convención sobre los Derechos del Niño, suscrita por la República Islámica de Irán, prohíbe la ejecución de menores de edad (en el momento de comisión del delito). De acuerdo con el abogado de Asgari, Rohollah Razaz Zadeh, "las penas de muerte dadas a niños por las cortes iraníes son conmutadas a cinco años de cárcel", pero la Corte Suprema en Teherán aprobó la pena de muerte. Las edades de los niños no están aún claras, aunque para la interpretación de la ley islámica corriente en Irán, los hombres son considerados adultos a partir de los 15 años.

## Honores a los fallecidos
En 2006, en el primer aniversario de los ahorcamientos de Mashhad fue declarado «día Internacional de Acción contra la Persecución Homofóbica en Irán» por OutRage!, con manifestaciones planeadas en las ciudades de Ámsterdam, Berlín, Bruselas, Chicago, Fort Lauderdale, Frankfurt, Londres, Marsella, Madrid, Moscú, Nueva York, Sacramento, San Diego, San Francisco, Seattle, Estocolmo, Teherán, Buenos Aires, Toronto, Vancouver, Viena, Varsovia y Washington D.C., también haciéndose escuchar en la Cámara de los Comunes del Reino Unido.